# Орелланин
Ореллани́н — опасный микотоксин. Поражает почки, опорно-двигательный аппарат и органы дыхания. Время поражения организма человека может длиться до 12-14 дней, поэтому точное определение времени отравления довольно затруднительно.
Наиболее известные грибы с содержанием орелланина — паутинник горный (Cortinarius orellanus) и паутинник красивейший (Cortinarius rubellus).